# Armen Nazarjan
Armen Ljudvigovič Nazarjan (in russo Армен Людвигович Назарян?; in armeno Արմէն Լյուդվիգի Նազարյան?, Armen Lyudvigi Nazaryan; in bulgaro Армен Людвигович Назарян?, Armen Ljudvitovič Nazarjan; Masis, 9 marzo 1974) è un lottatore allenatore di lotta armeno naturalizzato bulgaro.

## Biografia
Ha vinto tre medaglie olimpiche nella lotta greco-romana: una medaglia d'oro alle Olimpiadi 1996 ad Atlanta nella categoria 52 kg in rappresentanza della Armenia, una medaglia d'oro alle Olimpiadi 2000 a Sydney nella categoria 58 kg e una di bronzo alle Olimpiadi 2004 ad Atene nella categoria 60 kg in rappresentanza della Bulgaria.
Inoltre ha vinto tre medaglie d'oro, tutte per la Bulgaria nella categoria 60 kg (2002, 2003 e 2005) ai campionati mondiali di lotta, due argenti, entrambi per l'Armenia (1993 e 1995) nella categoria 52 kg e tre bronzi, tutti per la Bulgaria (1997, 1998 e 1999) nella categoria 58 kg.
Riguardo ai campionati europei di lotta ha vinto complessivamente sei ori: due (1994 e 1995) per l'Armenia e quattro (1998, 1999, 2002 e 2003) per la Bulgaria e tre argenti (1996 per l'Armenia; 2000 e 2008 per la Bulgaria).
Il 23 novembre 2012, è diventato l'allenatore della squadra nazionale bulgara di lotta greco-romana.
È stato nominato l'allenatore dell'anno (per tutti gli sport) in Bulgaria per il 2013.
Allena suo figlio Edmond Nazarjan, vincitore della medaglia d'oro continentale agli europei di Roma 2020, nel torneo dei 55 chilogrammi.